# Аяно Омото
Аяно Омото (на японски: 大本 彩乃 (Ōmoto Ayano) (Фукуяма, 20 септември 1988), рождено име на Ночи (на японски: のっち – Nocchi), е японска певица и танцьорка, член на японската момичешка група Парфюм.

## Биография
Родена е във Фукуяма и там прекарва детството си. Учи в местното училище за актьори заедно със своите приятелки Аяка Нишиуаки (А~чан) и Юка Кашино (Кашиюка) в паралелка с напреднало изучаване на пеене, понеже винаги се е интересувала от това. А~чан и Кашиюка тогава са били все още в начален клас, затова се запознават с Ночи тайно.
Ночи се присъединява към групата през 2001 година на мястото на първоначалния трети член – Юка Кауашима (Кауаюка), която напуска групата, за да продължи образованието си. През 2002 участва в реклама на „Johnson & Johnson“.
|  | Тази страница частично или изцяло представлява превод на страницата Ayano Ōmoto в Уикипедия на английски. Оригиналният текст, както и този превод, са защитени от Лиценза „Криейтив Комънс – Признание – Споделяне на споделеното“, а за съдържание, създадено преди юни 2009 година – от Лиценза за свободна документация на ГНУ. Прегледайте историята на редакциите на оригиналната страница, както и на преводната страница, за да видите списъка на съавторите. ВАЖНО: Този шаблон се отнася единствено до авторските права върху съдържанието на статията. Добавянето му не отменя изискването да се посочват конкретни източници на твърденията, които да бъдат благонадеждни. |